# Grundvattnet, Värmland
Grundvattnet är en sjö i Årjängs kommun i Värmland och ingår i Göta älvs huvudavrinningsområde.